# エラ (ヒト)
ヒトのエラとは下顎の角部の俗称である。

## 概要
下顎を顎先（おとがい）から後方に見ていくと、水平寄りだった下顎下縁が最後方で急激に垂直寄りへ移行する。この下顎の角部はエラと俗称される。魚の鰓（えら）に見立ててこの俗称がついたとされている。エラは骨・筋・腺などから構成され（#構造）、その形状は個人差が大きくまた輪郭へ大きな影響を与える（#形状）。

## 構造
エラは下顎の後下部、頬の耳前部下方に相当する。ただしエラは俗称であり、厳密な解剖学的定義は存在しない。
エラは皮膚・耳下腺・咬筋・下顎骨下顎角などから構成される。板状の下顎骨下顎角が基礎としてあり、そのうえを分厚い咬筋が下顎骨下縁まで覆っている。咬筋の後ろ側から耳下腺が回り込んでおり、高さによっては咬筋を覆っている。これらの間隙には脂肪層が存在し、最外層は皮膚に覆われている。

## 形状
エラは下顎の曲率が大きく変わる箇所であるため、その形状は輪郭へ大きな影響を与える。事故等によりエラ内部の下顎骨下顎角が欠損すると輪郭は大きく歪む。輪郭は容貌を大きく左右するため、顔面再建や美容整形においてエラの形状は重視される。
エラが発達していることは「エラが張っている」と表現される。英語での類似表現には Square Mandible（四角い下顎）がある。
エラの形状には大きな個人差がある。その要因は多様であり、下顎骨下顎角の過形成や咬筋の発達、耳下腺の膨隆や肥満による脂肪厚の増加などが挙げられる。